# Христофор Папулакос
Христофор Панайотопулос (греч. Χριστόφορος Παναγιωτόπουλος, известный как Папулакос, Παπουλάκος, 1770, Арбуна — 18 января 1861) — греческий монах, клирик и странствующий проповедник. Святой Элладской православной церкви. Был отлучён от Элладской православной церкви.

## Биография
Родился в 1770 году в Арбуне.
Мировоззрение Христофора Папулакоса сформировалось под воздействием проповедей и трудов Космы Фламиатоса.
Мощи хранятся в мужском монастыре святых Серафима Саровского и Августина Иппонийского (Ιερά Μονή Αγίων Αυγουστίνου Ιππώνος και Σεραφείμ του Σάρωφ) Фокидской митрополии близ деревни Трикорфо в 15 км от Навпакта.